# Eucampima
Eucampima is een geslacht van vlinders van de familie spinneruilen (Erebidae), uit de onderfamilie Calpinae.

## Soorten
- E. atritoinalis Hampson, 1926
- E. atritornalis Hampson, 1926
- E. coenotype (Hampson, 1910)
- E. griseisigna Wileman & South, 1921
- E. poliostidza Hampson, 1926
- E. violalis Gaede, 1940